# Darwin’s Incident
Darwin’s Incident (jap. ダーウィン事変) ist eine Manga-Serie von Shun Umezawa, die seit 2020 in Japan erscheint. Sie wurde unter anderem ins Deutsche und Englische übersetzt und erzählt von einem Mischling aus Mensch und Schimpanse, der das Verhältnis vom Mensch zu Tieren in Frage stellt.

## Inhalt
In einem Tierversuchslabor wurde ein Mischling aus Mensch und Schimpanse gezeugt. Das heimliche Experiment fliegt auf, als eine Gruppe radikaler Tierschützer die Einrichtung überfällt, um die Tiere zu befreien. Der „Humanzee“ kommt in die Obhut der Regierung. Unter dem Namen Charlie wächst er beim Schimpansenforscher Gilbert Stein und seiner Frau in der amerikanischen Provinzstadt Shrewsville auf. So ist er schließlich recht ähnlich einem Menschen, als er mit 15 Jahren auf die Highschool gehen soll. Bis dahin wurde er zu Hause unterrichtet, doch nun soll er Menschen kennenlernen. Charlie ist schon vorher durch die Medien bekannt und steht an der Schule sofort im Zentrum der Aufmerksamkeit. Auch mit seiner großen Kraft und Geschicklichkeit fällt er auf. Die an Tierrechten interessierte Lucy ist neugierig und will sich mit ihm anfreunden. Andere Mitschüler halten Abstand, ziehen über ihn her, weil Charlie Veganer ist, oder haben Angst vor ihm. Seine Gedankengänge sind ihnen fremd und sie empfinden ihn als gefühlskalt.
Zur gleichen Zeit geschehen mehrere Anschläge auf Gaststätten durch eine Gruppe militanter Veganer. Die Gruppe will Charlie als Verbündeten gewinnen und versucht, an seiner Schule Kontakt mit ihm aufzubauen. Seine Mitschüler und auch die Polizei werden misstrauischer und beobachten ihn. Bei manchen Polizisten werden Erinnerungen an einen Vorfall vor einigen Jahren wach, bei dem Charlie mehrere Beamte verletzte.

## Veröffentlichungen und Rezeption
Der Manga startete im Juni 2020 im Magazin Afternoon beim Verlag Kodansha. Im März 2023 wurde die Serie vorübergehend unterbrochen, da der Autor sich von einer Krankheit erholen muss. Der Verlag brachte die Kapitel ab November 2020 in bisher neun Sammelbänden heraus (Stand Mai 2025). 2021 belegte die Serie Platz 10 der Bestenliste Kono Manga ga Sugoi!, 2022 gewann sie den Manga Taishō und 2023 wurde Darwin’s Incident für den Kōdansha-Manga-Preis nominiert.
Eine deutsche Übersetzung von John Schmitt-Weigand wird seit Oktober 2023 von Crunchyroll in bisher sieben Bänden herausgegeben (Stand: Februar 2025). Zuvor erschien im September 2023 eine Leseprobe im Rahmen des Manga Day. Eine englische Fassung wird von Kodanshas Ableger in den USA als The Darwin Incident veröffentlicht. In Frankreich wird die Serie von Kana verlegt. Hier wurde sie 2023 auch in die Auswahl von 50 nominierten Titeln für den Preis des Festival International de la Bande Dessinée d’Angoulême aufgenommen.
| Band | Japanisch        | Japanisch              | Deutsch          | Deutsch                |
| Band | Veröffentlichung | ISBN                   | Veröffentlichung | ISBN                   |
| ---- | ---------------- | ---------------------- | ---------------- | ---------------------- |
| 1    | 20. Nov. 2020    | ISBN 978-4-06-521398-8 | 6. Okt. 2023     | ISBN 978-2-88951-860-9 |
| 2    | 21. März 2021    | ISBN 978-4-06-523314-6 | 8. Dez. 2023     | ISBN 978-2-88951-861-6 |
| 3    | 22. Nov. 2021    | ISBN 978-4-06-525778-4 | 9. Feb. 2024     | ISBN 978-2-88951-862-3 |
| 4    | 21. Apr. 2022    | ISBN 978-4-06-527946-5 | 5. Mai 2024      | ISBN 978-2-88951-863-0 |
| 5    | 23. März 2023    | ISBN 978-4-06-531026-7 | 7. Juni 2024     | ISBN 978-2-88951-864-7 |
| 6    | 22. Nov. 2023    | ISBN 978-4-06-533687-8 | 2. Aug. 2024     | ISBN 978-2-88951-865-4 |
| 7    | 22. Mai 2024     | ISBN 978-4-06-535534-3 | 7. Feb. 2025     | ISBN 978-2-88951-866-1 |
| 8    | 21. Nov. 2024    | ISBN 978-4-06-537463-4 |                  |                        |
| 9    | 22. Mai 2025     | ISBN 978-4-06-539468-7 |                  |                        |

## Anime-Adaption
Im Mai 2024 wurde eine Anime-Adaption der Reihe angekündigt.